# 異郷訪問譚
異郷訪問譚（いきょうほうもんたん）とは、現世の地上世界、神話であれば葦原中国から、それ以外の異郷を訪れる話である。「異界訪問譚」とも呼ばれる。
異郷から現世に帰還するかしないかで、大きく二分できる。また、「自発的に出発するか」「非自発的に出発するのか」でも大きく二分できる。

## 作品
- 伊邪那岐命の黄泉国訪問[2]
- 浦島子[3]
- 大穴牟遅神の根国訪問譚[4]
- 火遠理命の綿津見宮訪問譚
- 神功征韓譚
- 舌切り雀[5]
- 仙境異聞（幽冥界・外国、共に行ったと主張される）
- ガリヴァー旅行記
- 倉橋由美子著（倉橋はたびたびこのスタイルの長編小説を著している）
  - スミヤキストQの冒険（1969年）
  - アマノン国往還記（1986年）
  - よもつひらさか往還（2002年）
- スペース1999第一シーズン（月面の核爆発により月が地球周回軌道から離脱し深宇宙へ暴走、制御できない。月は、他の高度文明の星系を否応なく突っ切ることになり、月面基地のメンバーは、地球や人類とは異質の宇宙文明に次々と遭遇ことになる）

●創作物における異界も参照にされたい。

## 構造的特徴
物語の前半のテーマが後半では逆の順序で出現し、後半では前半の否定ないし対立という形をとる構造（裏返し構造と呼ばれる）が多くみられる。ただ、この構造は、異郷訪問譚に限定されるものではない。